# Henry Maxwell (6e baron Farnham)
Pour les articles homonymes, voir Henry Maxwell et Maxwell.
Henry Maxwell, 6e baron Farnham (1774 – 19 octobre 1838) est un pair irlandais et un membre du clergé de l'Église d'Irlande.

## Biographie
Il est le fils de Henry Maxwell, évêque de Meath et petit-fils de John Maxwell (1er baron Farnham). À la mort de son frère, il lui succède le 20 septembre 1838 comme 6e baron Farnham, détenant le titre un peu moins d'un mois avant sa propre mort.
Le 8 septembre 1798, il épouse Anne Butler (décédée le 29 mai 1831), fille de Henry Butler (2e comte de Carrick). Ils ont :
1. Henry Maxwell (7e baron Farnham) (9 août 1799 - 20 août 1868).
2. Sarah Juliana (née le 14 décembre 1801) ; elle épouse le 18 mars 1828 Alexander Saunderson qui est député de Cavan de 1826 à 1831. Leur fils Edward James Saunderson est également député de Cavan et devient plus tard député de North Armagh
3. Somerset Maxwell (8e baron Farnham) (18 octobre 1803 - 4 juin 1884).
4. Harriet Margaret Maxwell (11 février 1805 – 4 juillet 1880) ; elle épouse d'abord le 14 février 1826 Edward Southwell Ward, 3e vicomte Bangor puis en secondes noces, le 4 octobre 1841 le major Andrew Nugent.
5. John Barry, né le 16 mai 1807.
6. Anne, née le 26 mai 1809.
7. Edward William, né en novembre 1812.
8. James Maxwell (9e baron Farnham) (1813 - 26 octobre 1896).
9. Richard Thomas Maxwell (19 février 1815 – 22 janvier 1874) ; il s'est marié le 7 mars 1848 avec Charlotte Anne Elrington (décédée le 19 mars 1910), fille de Henry Preston Elrington. Leur fils, Somerset Maxwell (10e baron Farnham).
10. Robert Thomas, né en novembre 1817.
11. William George, né en 1821.